# Capilla de San Bernabé (Mezquita-catedral de Córdoba)

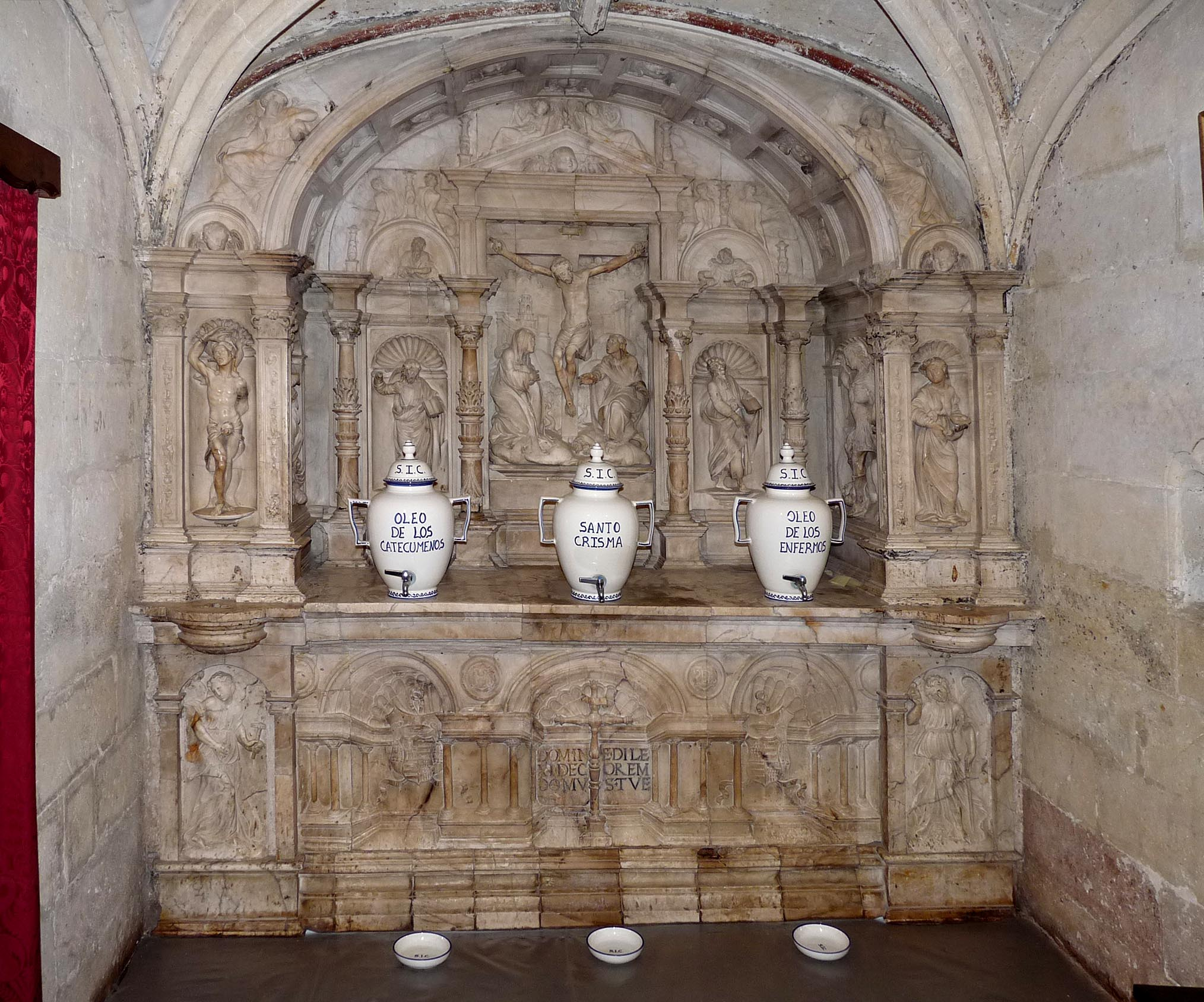
Retablo de la capilla de San Bernabé.

La capilla de San Bernabé de la Mezquita-Catedral de Córdoba está situada en el trasaltar de la capilla Mayor, entre la puerta de la sacristía del templo y la capilla del Ángel de la Guarda. Es una capilla de reducidas dimensiones.
Fue fundada en el año 1539. Es de planta cuadrangular y está cubierta por una bóveda de arista. Lo más destacado de la capilla de San Bernabé es su retablo.

## Historia y descripción
El retablo de la capilla, construido en mármol blanco, fue realizado en 1541 por Jacques Luquin. El arcosolio del retablo se asienta sobre dos bellas pilastras, profusamente decoradas con relieves en los que se hallan representados San Sebastián, Santa Lucía, San Miguel Arcángel y Santa Catalina. El cuerpo del retablo distribuye su espacio en tres calles. En la calle central se encuentra una representación del Calvario, y en las calles laterales se encuentran representados San Bernabé, titular de la capilla, y San Martín. En el frontón curvo del retablo se hallan los bustos de San Pedro y San Pablo.
La mesa de altar del retablo de la capilla cuenta con una inscripción latina en medio del canto, y en ella se hallan representadas dos de las virtudes en los basamentos sustentadores de las pilastras laterales. Cuenta la mesa de altar con unas delicadas combinaciones de arquerías y heráldicas fundacionales en los recuadros del centro.
En el muro hay un lienzo que representa una escena de la vida de un santo no identificado, realizado a mediados del siglo XVII.